# 鈴木桂二
鈴木 桂二（すずき けいじ、1911年6月20日 - 2003年2月2日）は、日本の研究者。工学博士（東京大学、1955年）。専門はテレビジョン工学。映画監督の木下惠介はおじの孫にあたる。

## 人物
1911年、静岡県浜松市生まれ。1932年、浜松高等工業学校（現：静岡大学工学部）電気学科を卒業。同年4月、日本放送協会名古屋放送局に採用され、同局技術部に勤務する。1937年から1967年の停年まで、放送技術研究所に所属した。
1951年、東名阪マイクロTV中継回線建設プロジェクトを指導した。1960年、ローマオリンピックにおいて、初のTV国際中継を実現した。1964年、東京オリンピックに際し、同年打ち上げられたシンコム3号を利用したアメリカ本土へのTV中継を実現し、NHK会長賞、郵政大臣賞、テレビジョン学会丹羽高柳賞功績賞、IEEEツボリキン賞、紫綬褒章を受ける。このために開発された1.5型ヘッドVTRはType C放送用VTRに採用された。なお、テレビジョン学会（現：映像情報メディア学会）において、ツボリキン賞の受賞を記念して1967年に、年次大会・冬季大会の講演者となった若手の科学者・技術者に対して贈呈する鈴木記念賞（現：鈴木記念奨励賞）が創設されている。
超短波、VTRの分野における功績により、前島賞（1961年）、第7回（1991年度）高柳記念賞を受賞した。
放送技術研究所研究主幹（1967年）、電子情報通信学会名誉会員（1986年）、IEEEフェロー（1969年）、テレビジョン学会名誉会員（1977年）。
NHK退職後、1968年ティアックに入社し、常務取締役。1975年、同社を退職した後は、愛知工業大学同大学院教授 (1975-1980年)、長岡技術科学大学教授 (1980-1984年)、広島工業大学教授 (1984-1986年) を歴任した。
脳梗塞で倒れてから10年以上もの間療養していたが、2003年2月2日、老衰により死去する。91歳没。前日は日本のテレビ放送開始50周年の記念日であった。